# 5G

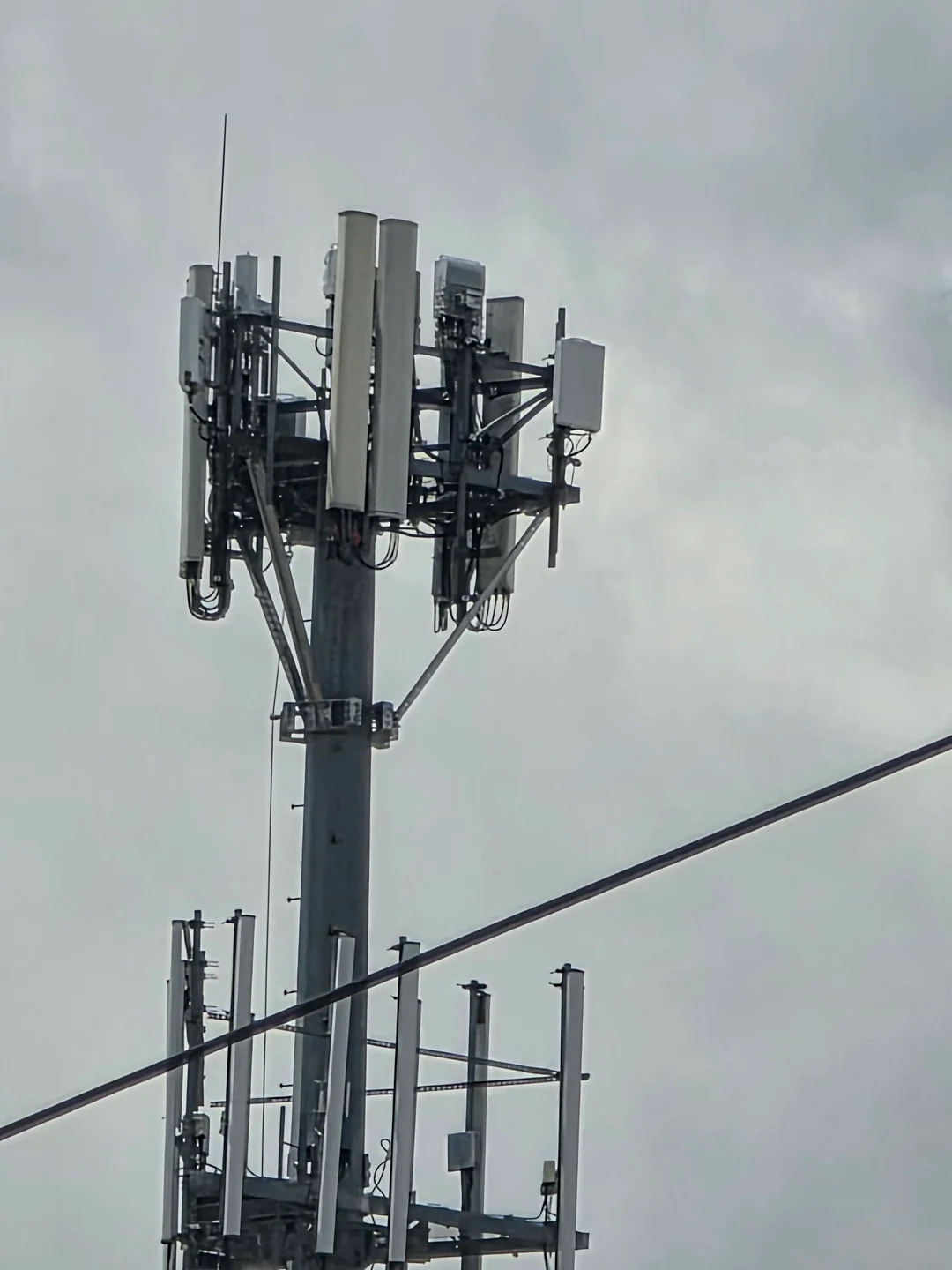
En basstation med 5G-antenner och fjärrstyrningsenheter (Ericsson) för mobiloperatören Verizon i Springfield i Missouri i USA.

5G (5:e generationens mobilnät eller 5:e generationens trådlösa system) är en internationell mobil telekommunikationsstandard som föregås av 4G/IMT Avancerad. De första 5G-standarderna publicerades 2016 och de första kommersiella systemen driftsattes 2019.
5G innebar att dator och mobila enheter fick snabbare uppkoppling och mindre fördröjning. 5G är avsedd för tillämpningar såsom maskin-till-maskin-kommunikation och sakernas internet, där korta svarstider är till fördel. Nätets kapacitet ökar så att fler enheter ska ha möjlighet att vara uppkopplade samtidigt och till lägre kostnad. Förklaringar till att 5G kan ge högre kapacitet än tidigare generationer är att systemet kan utnyttja ett mycket större omfång av högre och lägre frekvenser än vad 4G gör, inte bara radiovågor utan även mikrovågor, samt många fler antennelement (så kallad massive MIMO). Det senare kan också möjliggöra mer säker och stabil uppkoppling, medan mikrovågorna å andra sidan är känsligare för radioskugga från hinder.
5G började användas kommersiellt vecka 14 år 2019 i Chicago USA och i Seoul i Sydkorea.

## Bakgrund
Mindre uppgraderingar av standarder och utrustning för mobilkommunikation sker med månaders eller några få års mellanrum. Standarder som betecknas som nya mobilgenerationer kräver ofta nya frekvensband, infrastruktur och utrustning. Internationella teleunionen brukar ange kriterier för vilken prestanda ett förslag till standard ska ha för att få betecknas som ny generation. Nya mobilgenerationer har byggts upp var 10:e år sedan det första 1G-systemet (NMT) infördes 1981, inklusive 2G-systemet (GSM) som började användas under 1992 och 3G (W-CDMA/FOMA) som introducerades 2001. Utvecklingen av 2G (GSM) och 3G (IMT-2000 samt UMTS) tog ungefär 10 år efter den officiella starten av projekten och utvecklingen av 4G startade 2001 eller 2002. År 2009 bedömdes därför att en familj av 5G-standarder sannolikt skulle genomföras kring år 2020.

## Teknologier

### Massiv MIMO
MIMO-system använder multipla antenner i sändar- och mottagaränden av ett trådlöst kommunikationssystem, där varje antenn är individuellt styrd. Multipelantenner använder den rumsliga dimensionen för multiplexering utöver tids- och frekvensdimensionerna, utan att ändra systemets bandbreddskrav.
Massiva MIMO-antenner (multiple-input, multiple-output) ökar systemets bandbredd och kapacitet med hjälp av ett stort antal antenner. Detta inkluderar Single-user MIMO och Multi-user MIMO (MU-MIMO). 
I allmänhet ger fler antenner bättre prestanda, men fler antenner kräver också större matriser som drar mer ström. Vissa av de platser där tjänsteleverantörer installerar radiolänkar har många fysiska begränsningar, så att hitta rätt lösning innebär att kompromissa. För täckning i byggnader är prestandavinsten ofta värd det. För täckning utomhus eller på gatunivå kanske inte.

### Edge-beräkning (eng. edge computing)
Edge-beräkning innebär att databeräkning levereras av dataservrar närmare slutanvändaren. Det minskar fördröjning, överbelastning av datatrafik och kan förbättra tjänsternas tillgänglighet.

### Små celler (eng. small cells)
Konceptet med små celler innebär mobila radioaccessnoder med låg effekt som arbetar i licensierat och olicensierat spektrum, med en räckvidd på 10 meter till några kilometer. Små celler är avgörande för 5G-nätverk, eftersom de mindre våglängden på många av 5G-nätens frekvensband innebär att signalstyrkan snabbt degraderas. 

### Strålformning (eng. beamforming)
Det finns två typer av strålformning: digital och analog. Digital strålformning innebär att data skickas över flera strömmar (lager), medan analog strålformning formar radiovågorna så att de pekar i en viss riktning. Den analoga strålformningstekniken kombinerar effekten från elementen i antenngruppen på ett sådant sätt att signaler i vissa vinklar utsätts för konstruktiv interferens, medan andra signaler som pekar mot andra vinklar utsätts för destruktiv interferens. Detta förbättrar signalkvaliteten i den specifika riktningen, liksom dataöverföringshastigheterna. 5G använder både digital och analog strålformning för att förbättra systemkapaciteten.

### Rich Communication Services
5G standarden kräver att telefonoperatörerna har stöd för RCS Universal Profile, det vill säga  RCS som är en modernare ersättare av SMS.

## Historia
Den 7 juli 2008 meddelades att Sydkorea planerade att investera 60 miljarder ₩, eller 58 miljoner US $, på att utveckla 4G- och även 5G-teknik med målet att ha den högsta rörliga telefon-elmarknaden 2012 och hoppet om en internationell standard.
Under slutet av 2014 tillkännagavs ett utvecklingssamarbete mellan kinesiska Huawei och ryska MegaFon där målet var att ett första pilotprojekt av 5G skulle vara färdigställt till slutet av juni 2017 med ett fungerande testnät tillgängligt under fotbolls-VM juni/juli 2018 i Moskva.
Den 22 januari 2016 tillkännagavs att Telia Company i samarbete med Ericsson skulle lansera fungerande 5G-nät i Stockholm och Tallinn under 2018.

### Tidiga försök
Många mindre pilottester av 5G på regional basis har gjorts. Ett sådant tidigt försök var t.ex. det 5G-nät som man har på KTH:s campus i Stockholm. Den 5 december 2018 aktiverade Telia och Ericsson Sveriges första 5G-nät på KTH. Dessa mindre försök är dock inte att räkna som kommersiell driftsättning.
Följande områden/regioner tog tidigt 5G i kommersiell drift.
- Schweiz - Den 17 april 2019 aktiverade Swisscom ca 40 städer i sitt 5G-nät.[9][10] Enligt Swisscom har man i april 2020 ett 5G nät som ger tillgång för 90% av populationen.[9]

## Hälsodebatt
Den etablerade uppfattningen bland forskare är att vetenskapligt stöd saknas för biologiska effekter av elektromagnetisk strålning av sådana radiovågor som används för mobil kommunikation, och att detta har utretts i ett stort antal både experimentella och epidemiologiska studier. Konsensus råder även om att de mikrovågsfrekvenser som 5G-tekniken använder har bekräftats vara säkra för människans hälsa. Mikrovågor och radiovågor är icke-joniserande strålning. Fältstyrkan som kroppen utsätts för från en basstation på 10 meters avstånd är typiskt milliontals eller miljardtals gånger så svag som strålningen från en sändande mobiltelefon som hålls intill kroppen.
Det finns dock några få oberoende forskare som fortfarande tror att 2G, 3G, 4G och WiFi är skadligt för människor och ser risker i att ytterligare öka exponeringen av mikrovågor genom att bygga ut 5G. Mer än 180 forskare från 36 länder lämnade därför i januari 2019 ett öppet brev till Europeiska unionen med krav på ett moratorium för 5G-täckning i Europa tills ytterligare studier om hälsoriskerna har genomförts.
Den svenske cancerforskaren Lennart Hardell, och Strålskyddsstiftelsen (som av Vetenskap och folkbildning utsågs till Årets förvillare 2013), är aktiva i denna fråga. Han visar i en forskningspublikation att det finns en ökad incidens av sköldkörtelcancer och underfunktion i sköldkörteln sedan 2005, och spekulerar i att det kan vara relaterat till ökad användning av mobiltelefoner. Sedan 3G har mobilnäten erbjudit tjänster för positionering av användare, och Strålsskyddsstiftelsen menar att 5G kan ge ökade möjligheter för företags och myndigheters avlyssning och övervakning av medborgarnas position, vilket redan börjat bli ett faktum med äldre mobilsystem i Kina. En konspirationsteori som framförs i detta sammanhang är att det finns en koppling mellan Världshälsoorganisationen WHO och kommersiella krafter på det här området som kan vara ett hinder för att allsidig information kommer fram.

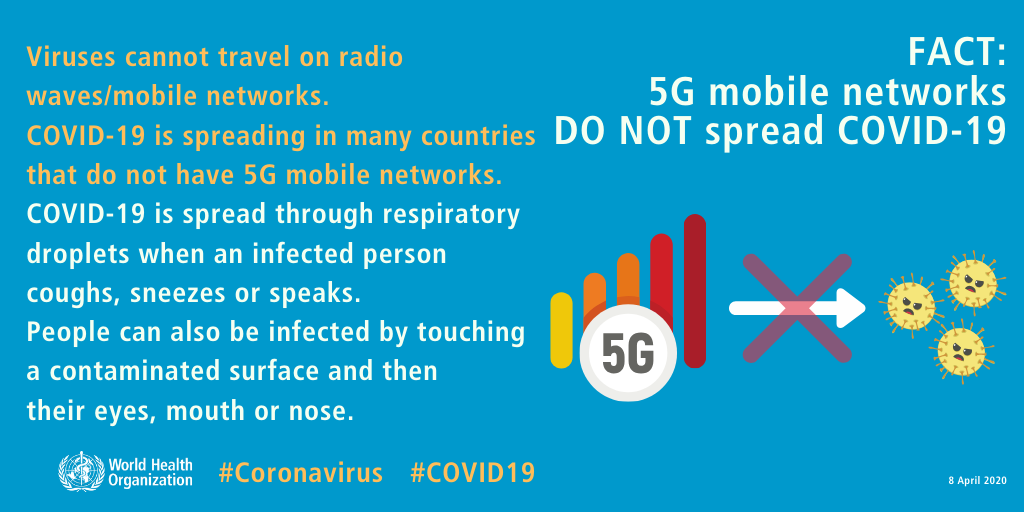
WHO:s svar på 5G-konspirationsteorin.

I många länder har det under flera år utvecklats en gräsrotsrörelse mot trådlösa kommunikationsystem såsom 5G. Rörelsen uttrycker rädsla för hälsoeffekter och misstänkliggör staters motiv med 5G. Pådriven av konspirationsteoretiker såsom David Icke har rörelsen börjat sprida konspirationsteorier om kopplingar mellan covid-19-pandemin och 5G-utbyggnaden. Pandemin har emellertid även nått många länder som inte har 5G.
I februari 2019 publicerade den ryskägda TV-kanalen RT America en artikel om 5G som hävdade att utbyggnaden var "ett massivt hälsoexperiment" och att "en global katastrof" skulle följa i dess spår. Det ryska utspelet har av vissa bedömare tolkats som starten på en global desinformationskampanj mot utbyggnaden av 5G-nätet som inte bara drabbat USA utan även Tyskland, Finland och Sverige.
Ett stort antal personer inom den svenska rörelsen skrev vädjanden och kommentarer på Sveriges digitaliseringsminister Anders Ygemans facebooksida. Regeringen misstolkade kampanjen för en rysk botattack, något som har vederlagts i svensk media.